# یاسین الحاج صالح
یاسین الحاج صالح (عربی: یاسین الحاج صالح؛ زاده: ۱۹۶۱) نویسنده، منتقد، پژوهشگر و مترجم سوری، مخالف و یک زندانی سابق سیاسی سوریه است. او در شهر رقه در سال ۱۹۶۱ متولد شد و در سال ۱۹۸۰ به اتهام عضویت در یک سازمان دموکراتیک مخالف که کمونیست بود دستگیر شد. در بسیاری از روزنامه‌ها و مجلات عربی مطلب می‌نوشت، از جمله آن‌ها الحیاة، السفیر، الآداب و غیره می‌باشد. او یکی از مهم‌ترین نویسندگان و نظریه‌پردازان سوری در مسائل فرهنگی، سکولاریسم، دموکراسی و مسائل مربوط به اسلام معاصر محسوب می‌شود و نفوذ گسترده‌ای در صحنه‌های فرهنگی سوریه و عرب دارد.
متأهل و نام همسر وی سمیره الخلیل می‌باشد، در اکتبر ۲۰۱۳، سرزمین سوریه را ترک کرد و در حال حاضر در استانبول زندگی می‌کند.

## تحصیلات
او از دبیرستان فارغ‌التحصیل شد و رتبه اول را در شهر رقه در مدرسه متوسطه بدست آورد. در سال تحصیلی ۱۹۷۷ تا ۱۹۷۸ در دانشکده پزشکی دانشگاه حلب وارد شد و در سال سوم هنگامی که ۱۹ ساله بود دستگیر شد و ۱۶ سال را در زندان‌های سوریه گذراند. او در ماه مه سال ۱۹۹۷ به کالج بازگشت و تحصیلات خود را در رشته پزشکی ادامه داد و در سال ۲۰۰۰ فارغ‌التحصیل شد، چون پس از دستگیری از حقوق مدنی محروم شد، بنابراین حقوق و دستمزد کارشناسی ارشد که توسط دانشگاه به متخصصان پزشکی تعلق می‌گرفت از او سلب شد، وی در حال حاضر کار پزشکی انجام نمی‌دهد زیرا کار فرهنگی را ترجیح می‌دهد.

## فعالیت‌ها
به حزب کمونیست سوریه - دفتر سیاسی (جناح ریاض الترک) پیوست؛ و در یک مدت کوتاهی عضو جنبش چپ دموکراتیک بود، بازداشت وی به همین دلیل بود. او ۱۶ سال از جوانیش را در زندان‌های حکومت سوریه سپری کرد و تا سال ۱۹۹۴ بدون محاکمه باقی ماند. او توسط دادگاه امنیت ملی به ۱۵ سال محکوم شد و پس از آن یک سال دیگر را بدون دلیل قانونی گذراند. پس از آزادی از زندان تصمیم گرفت که به کار روزنامه‌نگاری به عنوان یک حرفه مشغول شود. او عملاً نوشتن را در سال ۲۰۰۰ آغاز گرد و در پایان سال خودش را به‌طور کامل وقف آن کرد. او به عنوان خبرنگار مجله ادبی کار کرد و در چندین روزنامه مهم عربی مطلب نوشت. وی از سال ۲۰۰۵ ممنوع‌السفر می‌باشد.
او یکی از روشنفکران عرب و یکی از موفق‌ترین نویسندگان برای برقراری ارتباط با جوانان از طریق فیس بوک و اینترنت است. با وقوع قیام سوریه در سال ۲۰۱۱، یاسین حاج صالح از نظریه‌پردازان کلیدی جنبش مردمی سوریه بشمار می‌رفت، و چندین سخنرانی قوی در کانال‌های ماهواره‌ای و از طریق بسیاری از مصاحبه‌های مطبوعاتی برگزار کرد. او از اینکه به عنوان سیاستمدار وارد اپوزیسیون سوریه شود را نپذیرفت زیرا مشغول تغذیه فکری انقلاب سوریه بود و بودند کسانی که او را به عنوان شهروندی فعال و پیشرو در جنبش مردمی و کمیته‌های هماهنگ محلی آن بشمار می‌آوردند و چه بسا مقالات او که در مخفیگاه سری نوشته شده‌است، فضا را برای بررسی، آرام ابعاد و بازتابهای انقلاب و واقعیت‌های آن، مهیا کرده باشد. او در انزوا از اینترنت به عنوان تنها سلاح، برای ابراز نظرات خود استفاده کرد و به دلیل تفکر عمیق و جسارتی که داشت بسیاری از خوانندگان را به خودش جلب کرد.
یاسین الحاج صالح در مارس ۲۰۱۲، با گروهی از نویسندگان و محققان نوین سوریه به ایجاد گروه جمهوری برای مطالعات انقلاب سوریه همکاری کرد و این گروه تبدیل به یک پایگاه فرهنگی و فکری برای پوشش دادن امور سوریه در طول انقلاب دراز مدت آن شد.
پس از دو سال از آغاز انقلاب سوریه و پیامدهای آن در دمشق، پایتخت را به قصد غوطه شرقی ترک کرد؛ و قبل از رفتن به رقه به مدت ۳ماه را در دوما گذراند و در آن زمان توسط دولت اسلامی عراق و شام (داعش) اشغال شده بود، امری که باعث شد به زندگی مخفی روی بیاورد تا زمانی که به استانبول رفت و فعلاً نیز در آنجا زندگی می‌کند.

## دیدگاه‌ها
یاسین الحاج صالح، نویسنده لیبرال دموکراتیک با گرایش‌های چپ‌گرا ی غیر ایدئولوژیک می‌باشد. او از برجسته‌ترین منتقدان رژیم سوریه و نیز از منتقدین (طرفداران اسلام سیاسی) می‌باشد.

## ناسیونالیسم عرب و اسلام
وی به فرهنگ عربی مؤمن می‌باشد و اعتقاد دارد که تلاش در عرصه فرهنگی بیشتر از سایر زمینه‌ها مؤثر است. وی می‌گوید: "ما یک فرهنگ بزرگ تاریخی داریم که از یک دین جهانی گرد هم آمده‌است. این یک مزیت بزرگ است، اما یک چالش جدی تاریخی نیز هست. من معتقدم که نهضت فرهنگی مدرن ما مشروط به مقابله با مشکل دین و غول مذهب است، این چالشی است که ناگزیر از آن هستیم تا به سمت بازسازی فرهنگی حرکت کنیم و می‌تواند خواسته‌های جهانی اسلام را برآورده سازد، اما باید در زمینه‌های مادی، و با آزاد شدن انرژی‌های انسان، همراه با، زیبایی، اخلاق و شناخت باشد. من فکر می‌کنم که این چالش قرن بیستم و یکم است.

## واقعیت و تغییر
الحاج صالح نظریه ای دربارهٔ سه غول در جهان عرب معاصر دارد: که شامل (رژیم‌های عرب، اسلام و غرب) می‌باشد. او معتقد است که اعراب در میان این سه غول تقسیم شده‌اند و هر یک از آن‌ها مسئولیت بخشی از واقعیت جهان عرب را به عهده دارند. به منظور خلاص شدن از شر این واقعیت، دو مدل از تغییر وجود دارد: تغییر سیاسی، تغییر رژیم‌های استبدادی به سمت رژیم‌های دموکراتیک که به حقوق بشر و اراده مردم احترام بگذارند، و تغییر فرهنگی، که شامل اصلاح دین و مقابله با بنیادگرایی و ایجاد پلورالیسم و ارزش‌های مدرنیته، برابری و دموکراسی در میان شهروندان است.

## سکولاریسم
همچنین او منتقد سکولاریسم بنیادگرا یا پوپولیسم سکولار، و فرهنگ‌زدگی است که برخی از روشنفکران در جامعه آن را نمایندگی می‌کنند و اینکه دین به تنهایی معرف جوامع ما نیست، شرایط سیاسی، اجتماعی و شرایط بین‌المللی، یک بخش اساسی از واقعیت عربی است و در تجزیه و تحلیل باید آن‌ها را مورد توجه قرار داد و تأثیر آن‌ها را بر زندگی و دین را برجسته نمود؛ و با گفتن اینکه: (مشکل اسلام است) چیزی حل نمی‌شود. (مشکل اسلام نیست و اسلام نه راه حل است، ونه مشکل)

## انقلاب سوریه
با این حال، برجسته‌ترین کار او نقد صریح او از سیاست‌های رژیم سوریه و بشار اسد، از ابتدای نوشتن در سال ۲۰۰۰ تا آغاز انقلاب سوریه در سال ۲۰۱۱ مقالات مهمی در کتاب، سوریه از سایه است، نوشته شده‌است، یکی از معروفترین اظهارات وی دررابطه با حوادث انقلاب این بود که"این رژیم یک سیستم سیاسی، مالی و امنیتی است، یعنی رئیس‌جمهور، برادرش، سرویس‌های اطلاعاتی، سران ارگان‌ها و افسران ارشد، میلیاردرانی از مقامات سابق، و افسران آن‌ها دزدان رسمی و حسابداران هستند. رژیم قادر به ارائه یک راه حل سیاسی نیست که بتواند تا ابد حکومت کند.

## انتشارات
علاوه بر مقالات هفتگی و مطالعات مختلف، تحقیقات او تحت عنوان (سوریه از سایه است) و (نگاهی به داخل صندوق سیاه) در سال ۲۰۱۰ منتشر شد.
در ۲۰۱۱ کتاب افسانه‌های دیگران- انتقاد از اسلام معاصر و انتقاد از نقد آن، را منتشر کرد که با جریانات اسلام سیاسی مواجه است و سوالاتی را دربارهٔ مسائل روشنفکری، سیاسی و اخلاقی در رابطه با اسلام در جهان معاصر مطرح می‌کند، در ۲۰۱۲ «راه رفتن روی یک پا» و «در فکر رهایی، ای جوانان» را منتشر کرد.

## قدردانی
در سپتامبر ۲۰۱۲ این نویسنده که دور از چشم مقامات در دمشق از آغاز تظاهرات در کشورش با آن همراهی کرده، جایزه شاهزاده کلاوس را دریافت کرد، این جایزه یکی از مهم‌ترین جوایز اروپا بشمار می‌رود که به متفکران و نویسندگان در کشورهایی که از نبود آزادی، رنج می‌برند پاداش داده می‌شود. این جایزه به محمود درویش و سازمانهای دیگر تعلق گرفته‌است.
الحاج صالح در صفحه فیس بوک خود نوشت: متشکرم، دوستان، بخاطر تبریک شما در رابطه با دریافت جایزه پرنس کلاوس، این جایزه نشانه‌ای از احترام به انقلاب سوریه و احترام به مردم سوریه است.